# Župnija Šentožbolt
Župnija Šentožbolt je rimskokatoliška teritorialna župnija dekanije Domžale nadškofije Ljubljana.